# Celso Maldaner
Celso Maldaner (Chapecó, 30 de agosto de 1953) é um economista, empresário e político  brasileiro, integrante do Movimento Democrático Brasileiro (MDB).

## Carreira política
Foi deputado federal por Santa Catarina na Câmara dos Deputados do Brasil na 53ª legislatura (2007 — 2011) e na 54ª legislatura (2011 — 2015). Nas eleições de 2014, em 5 de outubro, foi reeleito deputado federal por Santa Catarina para a 55ª legislatura (2015 — 2019). Assumiu o cargo em 1 de fevereiro de 2015.
Em 30 de junho de 2015 votou contra a redução da maioridade penal e, um dia depois, mudou de opinião e votou a favor da redução, em uma nova votação.
Votou a favor do Processo de impeachment de Dilma Rousseff. Já durante o Governo Michel Temer, votou a favor da PEC do Teto dos Gastos Públicos. Em abril de 2017 foi favorável à Reforma Trabalhista. Em agosto de 2017 votou contra o processo em que se pedia abertura de investigação do presidente Michel Temer, ajudando a arquivar a denúncia do Ministério Público Federal.